# Страттон (Вермонт)
Страттон (англ. Stratton) — місто (англ. town) в США, в окрузі Віндем штату Вермонт. Населення — 440 осіб (2020).

## Демографія
Згідно з переписом 2010 року, у місті мешкало 216 осіб у 98 домогосподарствах у складі 62 родин. Було 1447 помешкань
Расовий склад населення:
| - 98,6 % — білих - 0,5 % — вихідців з тихоокеанських островів - 0,5 % — корінних американців |

До двох чи більше рас належало 0,5 %. Частка іспаномовних становила 0,0 % від усіх жителів.
За віковим діапазоном населення розподілялося таким чином: 17,6 % — особи молодші 18 років, 61,6 % — особи у віці 18—64 років, 20,8 % — особи у віці 65 років та старші. Медіана віку мешканця становила 46,7 року. На 100 осіб жіночої статі у місті припадало 107,7 чоловіків;  на 100 жінок у віці від 18 років та старших — 100,0 чоловіків також старших 18 років.
Середній дохід на одне домашнє господарство  становив 94 054 долари США (медіана — 80 750), а середній дохід на одну сім'ю — 106 735 доларів (медіана — 80 250). Медіана доходів становила 47 000 доларів для чоловіків та 47 917 доларів для жінок. За межею бідності перебувало 4,7 % осіб, у тому числі 8,8 % дітей у віці до 18 років та 3,3 % осіб у віці 65 років та старших.
Цивільне працевлаштоване населення становило 122 особи. Основні галузі зайнятості: освіта, охорона здоров'я та соціальна допомога — 25,4 %, мистецтво, розваги та відпочинок — 18,9 %, будівництво — 15,6 %.